# Au fil du temps (film)
Pour les articles homonymes, voir Au fil du temps.
Pour plus de détails, voir Fiche technique et Distribution.
Au fil du temps (Im Lauf der Zeit) est un film allemand réalisé par Wim Wenders en 1975 et sorti en 1976.

## Synopsis
Bruno Winter (Rüdiger Vogler) est un réparateur de projecteurs de cinéma qui sillonne la région frontalière entre l'Allemagne de l'Ouest et l'Allemagne de l'Est avec son grand camion de déménagement dans lequel il vit. Il fait la rencontre de Robert Lander (Hanns Zischler), qui vient de quitter sa femme. Au cours de leur périple, ils font la rencontre d'un homme dont la femme vient de mourir dans un accident de voiture qui était peut-être un suicide, Robert rend visite à son père, Bruno fait la connaissance d'une jeune femme (Lisa Kreuzer), ils font une escapade à moto, et finissent dans un ancien poste de surveillance de la frontière. À la fin, tous les deux ont retrouvé un certain espoir et un désir de changer leur vie.

## Fiche technique
- Réalisation, scénario et production : Wim Wenders
- Musique originale : Axel Linstädt
- Photographie : Robby Müller, Martin Schäfer
- Montage : Peter Przygodda
- Pays de production :  Allemagne de l'Ouest
- Langue originale : allemand
- Format : noir et blanc
- Date de sortie : 1976

## Distribution
- Rüdiger Vogler : Bruno Winter
- Hanns Zischler : Robert Lander
- Marquard Bohm : l'homme qui a perdu sa femme
- Rudolf Schündler : le père de Robert
- Lisa Kreuzer : Pauline, la caissière de cinéma
- Hans Dieter Trayer (de) : Paul, le garagiste
- Franziska Stömmer (de) : la propriétaire du dernier cinéma, le "Weisse Wand"
- Patrick Kreuzer : le petit garçon
- Wim Wenders : un spectateur au cinéma de Pauline (caméo)
- Peter Kaiser : le présentateur (non crédité)
- Michael Wiedemann : le professeur (non crédité)

## Autour du film
Réalisé en quelques semaines pendant l'été 1975, ce film, tourné en un noir et blanc très esthétique (caméra : Robby Müller) et à la bande-son rock n'roll simple et atmosphérique, est aussi un film sur la difficile situation du cinéma allemand d'après-guerre.
Le titre anglais du film, Kings of the Road (« rois de la route »), reprend celui d'une chanson de rock n' roll que Bruno écoute dans son camion.
Wim Wenders déclare au sujet de la scène où l'on voit Rüdiger Vogler ramper sous une maison pour prendre une boîte pleine de bandes dessinées, qu'il s'est inspiré du film Les Indomptables de Nicholas Ray où l'on voit Robert Mitchum ramper sous sa maison d'enfance pour retrouver des souvenirs cachés sur une poutre de fondation : un pistolet, une petite boîte métallique et un exemplaire de Wild West Shows. Cette scène figure aussi dans son film documentaire Nick's Movie, et Wim Wenders dévoile cette anecdote dans la version où il commente le film. 
Ce film est un exemple typique du road movie.